# Annalista Saxo

Nachruf auf den verstorbenen Kaiser Lothar III. Die zweite Spalte behandelt den Übergang zur Königsherrschaft Konrads III. im Jahr 1138. Annalista Saxo, Paris, Bibliothèque nationale de France, Ms. lat. 11851, fol. 237r.

Als Annalista Saxo (Sächsischer Annalist) wird der anonyme Verfasser einer bedeutenden, in lateinischer Sprache verfassten Reichschronik bezeichnet, die wohl gegen Mitte des 12. Jahrhunderts im Kloster Nienburg in Anhalt entstand. Er wurde häufig fälschlich mit Arnold, Abt der Klöster Berge und Nienburg identifiziert. Die Identität des Chronisten ist bis heute ungeklärt. 

## Chronik
Die Chronik des Annalista Saxo ist eine Sammlung von Daten und Fakten über die mittelalterlichen deutschen Könige und ihre karolingischen Vorgänger sowie zeitgenössische Ereignisse, beginnend mit dem Jahr 741 und fortgeführt bis 1139. Durch die Arbeit von Bernhard Schmeidler wurde der Verfasser lange Zeit mit dem Abt Arnold vom Kloster Berge und Nienburg identifiziert. Schmeidler schrieb ihm auch die Nienburger Annalen und die Gesta archiepiscoporum Magdeburgensium zu. Diese Ergebnisse wurden von Klaus Naß in einer einschlägigen Untersuchung aus dem Jahr 1996 bestritten. Das Werk wurde als eine „Reichschronik in annalistischer Darstellungsform“ von Klaus Naß charakterisiert. Magdeburg gilt auch nach der Untersuchung von Naß als wahrscheinlicher Entstehungsort der Chronik. Das Buch entstand nach neuer Forschung in den Jahren 1148 bis 1152 und wurde wohl durch einen unbekannten Geistlichen verfasst. Der Verfasser nutzte für seine Chronik mindestens 52 historiographische oder hagiographische Werke. Die Eintragungen sind chronologisch nach Jahren geordnet.
Die einzige mittelalterliche Handschrift des Werkes stammt aus Sachsen. Der Band umfasst 237 Pergamentseiten. Der Einband stammt aus dem 16. Jahrhundert. Der Buchdeckel besteht aus braunem Rindsleder, der Buchrücken ist in Schafsleder gebunden. Sechzehn Schmuckbuchstaben verzieren das Innere des Buches. Das Original der Chronik des Annalista Saxo befindet sich heute in der Bibliothèque nationale de France in Paris. Es ist hochempfindlich und wird daher unter Verschluss gehalten. Wie das Buch nach Frankreich gelangte, ist bisher noch unbekannt. Im Jahr 1993 wurde das Buch restauriert.

## Editionen
- Klaus Naß (Hrsg.): Scriptores (in Folio) 37: Die Reichschronik des Annalista Saxo. Hannover 2006 (Monumenta Germaniae Historica, Digitalisat), ISBN 3-7752-5537-0
- Georg Heinrich Pertz u. a. (Hrsg.): Scriptores (in Folio) 6: Chronica et annales aevi Salici. Hannover 1844, S. 542–777 (Monumenta Germaniae Historica, Digitalisat)